# オッタビオ・チンクアンタ

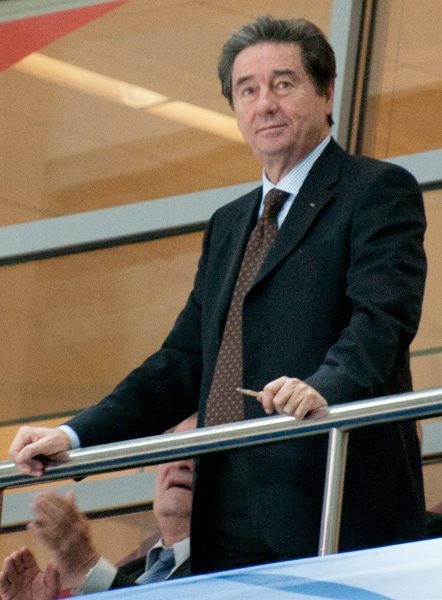
オッタビオ・チンクアンタ

オッタビオ・チンクアンタ（Ottavio Cinquanta、1938年8月15日 ー 2022年7月18日 ）は、イタリアの国際オリンピック委員会(IOC)委員、元国際スケート連盟会長。

## 人物
ローマ生まれ。元スケート選手で、1994年に国際スケート連盟の会長に就任する。
チンクアンタはスピードスケートの出身だが、スピードスケートやアイスホッケーに比べて競技の世界展開が遅れているフィギュアスケートの発展のため、大会上位入賞者に対して賞金制度を確立するなどの改革を行い、ISUグランプリシリーズも創設した。また、医学的見地から体が未成熟な若年層の選手が高得点を出すためにジャンプを多用し、身体へ過度の負担をかけてしまうことを避けるため大会出場の年齢制限を引き上げた。

## 外部サイト
- オッタビオ・チンクアンタ - Olympic.org （英語）